# لیو جیانلی
لیو جیانلی (انگلیسی: Liu Jianli; ۴ آوریل ۱۹۵۷ – ۱۸ فوریهٔ ۲۰۱۵) بازیکن بسکتبال اهل چین بود. وی در بازی‌های المپیک تابستانی ۱۹۸۴ شرکت کرده‌است.